# Molibdato di sodio
Il molibdato di sodio è il sale di sodio dell'acido molibdico. Si trova spesso come diidrato, Na2MoO4 · 2H2O. L'anione molibdato(VI) è tetraedrico. Due cationi di sodio si coordinano con ogni anione.
A temperatura ambiente si presenta come un solido cristallino bianco inodore.

## Sintesi
Il modo più semplice per sintetizzare il molibdato di sodio è la reazione tra triossido di molibdeno e idrossido di sodio a 50–70 °C e cristallizzando il prodotto filtrato. Il sale anidro viene preparato riscaldando a 100 °C.
{\displaystyle {\ce {MoO3 + 2NaOH + H2O -> Na2MoO4*H2O}}}

## Usi
L'industria agricola utilizza 1 milione di libbre all'anno come fertilizzante. In particolare, il suo uso è stato suggerito per il trattamento di broccoli e nei cavolfiori in terreni carenti di molibdeno. Tuttavia, occorre prestare attenzione perché a un livello di 0,3 ppm il molibdato di sodio può causare carenze di rame negli animali, in particolare nei bovini.
È utilizzato nell'industria per l'inibizione della corrosione, in quanto è un inibitore anodico non ossidante.   L'aggiunta di molibdato di sodio riduce significativamente il fabbisogno di nitriti dei fluidi inibiti con nitrito-ammina e migliora la protezione dalla corrosione dei fluidi di sali carbossilati.
Nelle applicazioni di trattamento delle acque industriali in cui la corrosione galvanica è un rischio a causa della costruzione bimetallica, l'applicazione del molibdato di sodio viene preferita rispetto al nitrito di sodio. Il molibdato di sodio è vantaggioso in quanto il dosaggio di ppm inferiori di molibdato consente una minore conduttività dell'acqua in circolazione. Il molibdato di sodio a livelli di 50-100 ppm offre gli stessi livelli di inibizione della corrosione del nitrito di sodio a livelli di oltre 800 ppm. Utilizzando concentrazioni più basse di molibdato di sodio, la conduttività viene mantenuta al minimo e quindi i potenziali di corrosione galvanica diminuiscono.

## Reazioni
Quando reagito con boroidruro di sodio, il molibdeno viene ridotto a ossido di molibdeno(IV):
{\displaystyle {\ce {Na2MoO4 + NaBH4 + 2H2O -> NaBO2 + MoO2 + 2NaOH + 3H2}}}
Il molibdato di sodio reagisce con gli acidi dei ditiofosfati:
{\displaystyle {\ce {Na2MoO4 + (RO) 2PS2H -> [MoO2 (S2P (OR) 2) 2]}}}
che reagisce ulteriormente per formare [MoO3(S2P(OR)2)4].

## Sicurezza
Il molibdato di sodio è incompatibile con i metalli alcalini, i metalli più comuni e gli agenti ossidanti. Esplode a contatto con magnesio fuso. Reagirà violentemente con gli interalogeni (ad es. pentafluoruro di bromo e trifluoruro di cloro). La sua reazione con sodio caldo, potassio o litio è incandescente.